# Hitiaa O Te Ra
Hitiaa O Te Ra – miasto na Polinezji Francuskiej. Populacja miasta wynosi 8 638 mieszkańców (2007). Miasto leży na wyspie Tahiti, która administracyjnie należy do Wyspy Na Wietrze.
Obecnym merem miasta jest Domingo Dauphin.